# Vlagtwedde-Wollinghuizen-Jipsinghuizen
Vlagtwedde-Wollinghuizen-Jipsinghuizen is een voormalig wegwaterschap in de provincie Groningen.
Het waterschap werd opgericht om een weg aan te leggen van Vlagtwedde via Wollinghuizen naar Jipsinghuizen, de huidige Wollinghuizerweg. In 1953 werd de weg overgedragen aan de gemeente Vlagtwedde, die ook het archief zou overnemen. Dit belandde echter in dat van het waterschap Westerwolde.